# Verkiezingen voor het Europees Parlement 2024/Kandidatenlijst/ChristenUnie
De kandidatenlijst voor de Europese Parlementsverkiezingen 2024 van de lijst ChristenUnie (lijstnummer 11) is na controle door de Kiesraad als volgt vastgesteld:
- schuin: voorkeurdrempel overschreden

1. Haga,  A.  (Anja) (v),  Dokkum - 139.520 stemmen
2. Strijker,  A.T.  (Anne) (m),  Amersfoort - 8.000
3. van Kralingen-Paul,  A.J.  (Alette) (v),  Moerkapelle - 3.041
4. Koffeman-Kramer,  J.  (Johanna) (v),  Urk - 2.530
5. de Graaf,  W.J.  (Wouter Jan) (m),  Tilburg - 1.763
6. Schaddelee-van Bodegraven,  A.S.  (Ineke) (v),  Gouda - 1.595
7. van der Krift,  H.J.C.  (Christian) (m),  Eindhoven - 1.008
8. van der Wel,  A.L.  (Annelle) (v),  Rotterdam - 2.429
9. de Pagter,  H.  (Erwin) (m),  Utrecht - 872
10. ten Napel,  K.A.  (Klariska) (v),  Zwolle - 1.598
11. Wursten-Koekoek,  T.M.  (Martine) (v),  Zwolle - 1.458
12. Koop,  J.  (Judith) (v),  Enschede - 2.357
13. van der Woerd,  G.  (Bert) (m),  Delft - 549
14. Kennedy-Doornbos,  S.J.  (Simone) (v),  Amersfoort - 1.032
15. Bruins,  E.E.W.  (Eppo) (m),  Ermelo - 1.075
16. van der Meer-van Hoven,  H.J.  (Johanna) (v),  Kamerik - 530
17. Blokhuis,  P.  (Paul) (m),  Apeldoorn - 3.510
18. van der Graaf,  S.J.F.  (Stieneke) (v),  Groningen - 3.537
19. Voordewind,  J.S. (Joël) (m),  Amsterdam - 3.656

GROENLINKS / Partij van de Arbeid (PvdA) ·
VVD · 
CDA - Europese Volkspartij · 
Forum voor Democratie ·
D66 ·
Partij voor de Dieren ·
50PLUS ·
PVV (Partij voor de Vrijheid) ·
JA21 ·
NL PLAN EU  ·
ChristenUnie ·
Staatkundig Gereformeerde Partij (SGP) ·
BBB ·
Meer Directe Democratie ·
SP (Socialistische Partij) ·
vandeRegio ·
Volt Nederland ·
Belang Van Nederland (BVNL) ·
NSC ·
Piratenpartij - De Groenen ·